# Činžovní dům Vladimíra Hlaváče
Činžovní dům Vladimíra Hlaváče je bytový dům na nároží Strossmayerova náměstí č. p. 965/10 a Janovského ulice, 170 00 v Holešovicích, Praha 7. Budova postavená podle návrhu architekta Richarda Klenky patří k nejreprezentativnějším bytovým stavbám v Holešovicích.

## Historie
Stavebníkem domu byl pražský stavitel Vladimír Hlaváč, který si návrh budovy objednal u architekta Richarda rytíře Klenky. Hlaváčova firma následně provedla stavební práce, budova byla vystavěna mezi lety 1906 a 1910. Zadavatele stavby připomínají i iniciály umístěné nad hlavním vchodem domu, VH. Budova přitom nápadně připomíná bytový dům čp. 98/V na nároží ulic Pařížská a Červená v pražském Josefově, vytvořený dle Klenkova návrhu z roku 1907. 
Po únoru 1948 byla budova znárodněna, po společenských změnách v rámci sametové revoluce roku 1989 byla v rámci restitucí majetku navrácena potomkům Vladimíra Hlaváče. 

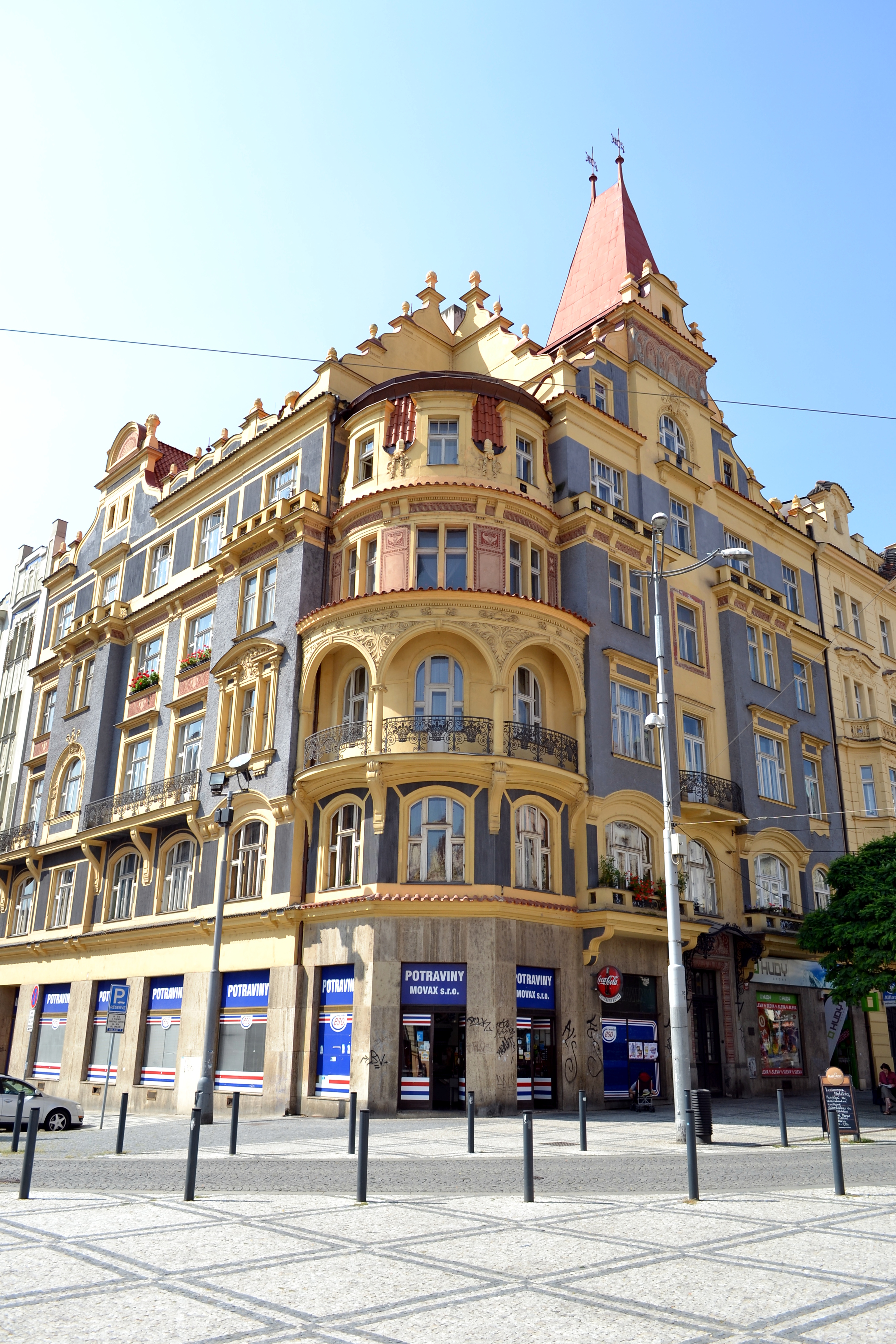
Pohled ze severochýchodu

V domě žil výtvarník Národního divadla Marcel Pokorný (1922–1977), kterého zde připomíná pamětní deska u hlavního vchodu.

## Architektura stavby
Pětipodlažní dům nese silné prvky novorenesančního slohu. V přízemí se nachází prostory prodejny, ve vyšších patrech byly umístěny bytové prostory, včetně bytu rodiny Hlaváčovy. Budově dominuje ozdobná věž se stanovou střechou v severní části budovy orientovaná do náměstí. Fasáda a římsy jsou vyzdobeny štukovými motivy. 